# Walentin Wassiljewitsch Sedow
Walentin Wassiljewitsch Sedow (russisch Валентин Васильевич Седов; * 21. November 1924 in Noginsk; † 4. Oktober 2004 in Moskau) war ein russischer Archäologe.
Er war Mitglied der Russischen Akademie der Wissenschaften und der Lettischen Akademie der Wissenschaften. Er erhielt verschiedene Ehrungen und Auszeichnungen.
Walentin Sedow forschte zur Archäologie der frühen Slawen.

## Publikationen (Auswahl)
- Археология СССР: Восточные славяне в VI—XIII вв. (Östliche Slawen vom 6. bis 13. Jahrhundert), М., 1982.
- Очерки по археологии славян (Zur Archäologie der Slawen). М., 1992.
- Славяне в древности (Frühe Slawen). М., 1994.
- Славяне в раннем Средневековье (Slawen im frühen Mittelalter). М., 1995. online
- Древнерусская народность. Историко-археологическое исследование (Das altrussische Volkstum. Historisch-archäologische Forschungen). М., 1999. online
- У истоков восточнославянской государственности (Die Anfänge der Staatlichkeit bei den östlichen Slawen). М., 1999.
- Славяне: Историко-археологическое исследование (Die Slawen. Historisch-archäologische Forschungen). М., 2002.
- Этногенез ранних славян (Die Ethnogenese der frühen Slawen) // Вестник РАН. Т. 73, № 7. 2003. С. 594–605. online
- Север Восточно-Европейской равнины в период переселения народов и в Раннем Средневековье (Предыстория северновеликорусов) // Краткие сообщения Института археологии РАН. М.: Наука, 2005. Вып. 218. С. 12–23.

## Auszeichnungen
- Orden des Vaterländischen Krieges II. Klasse (1985)[1]
- Orden des Roten Sterns (1944)
- Orden der Ehre (1999)
- Medaille „Für Verdienste im Kampf“ (1943)
- Staatspreis der UdSSR (1984)
- Staatspreis der Russischen Föderation (1998)